# Bazar di Ali Pascià
Il bazar di Ali Pascià (in turco Ali Paşa Çarşısı) è un mercato coperto ottomano della città di Edirne, in Turchia.

## Storia e descrizione
Fu commissionato dal gran visir Semiz Ali Pascià al celebre architetto Sinān con l'intento di creare un grande spazio commerciale coperto all'interno della città. I lavori di costruzione iniziarono nel 1568 e terminarono l'anno seguente. Il bazar è stato sottoposto ad un importante restauro tra il 1994 ed il 1997.
La struttura si presenta come un'unica galleria coperta di 270 m, lungo i cui lati si sviluppano circa 130 botteghe ed attività commerciali. Il bazar è accessibile mediante sei differenti ingressi.